# Momie
Ne doit pas être confondu avec Momie (enseigne).
Pour l’article ayant un titre homophone, voir Mommy.

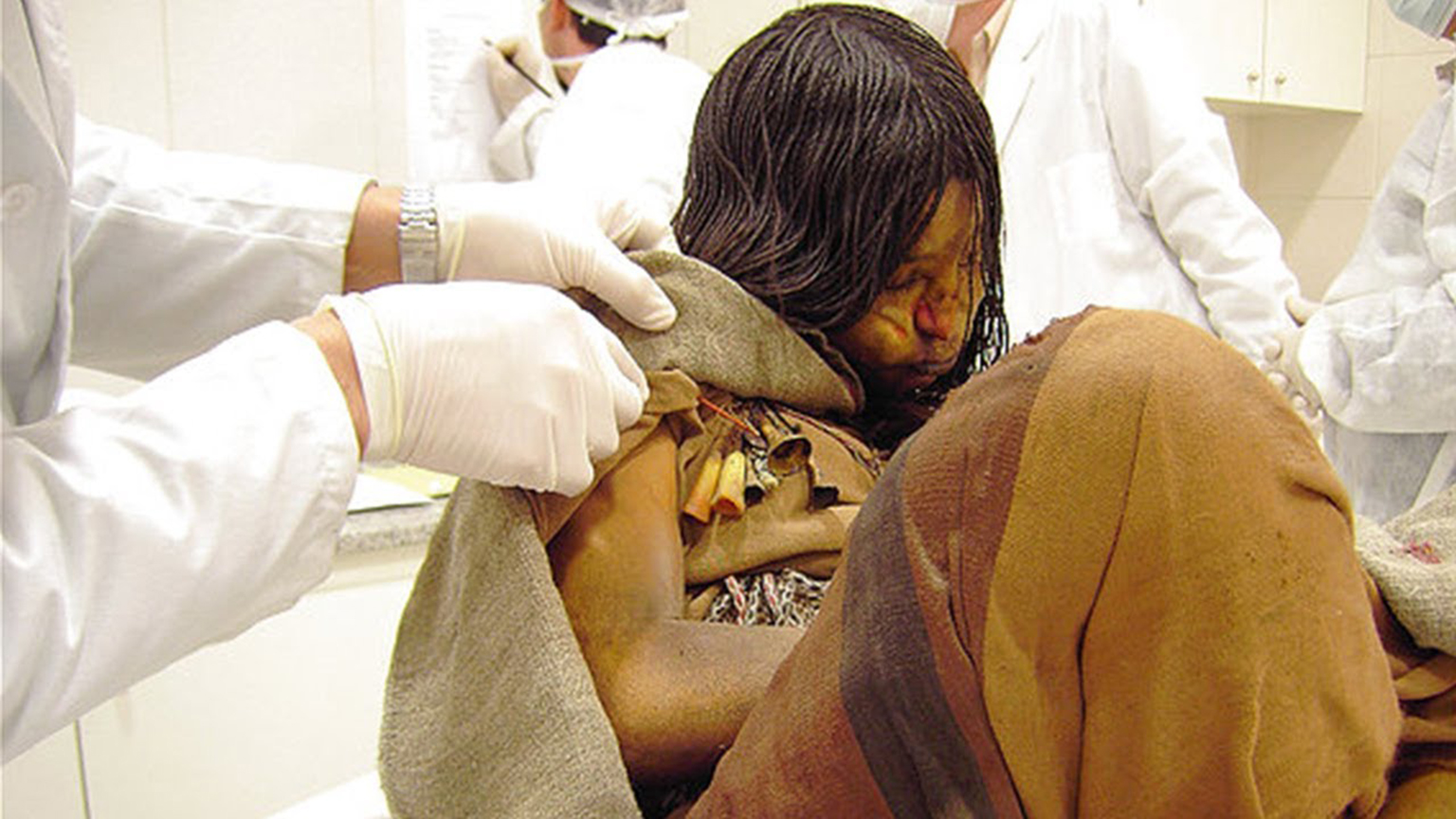
Momie d'un des trois enfants du Llullaillaco dans la province de Salta (Argentine)

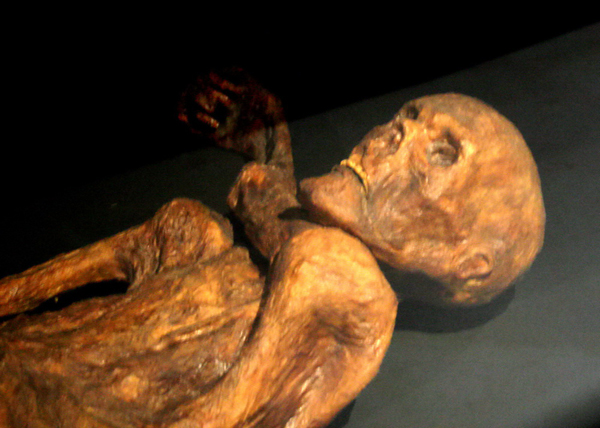
La momie d'Ötzi, un exemple de momification naturelle

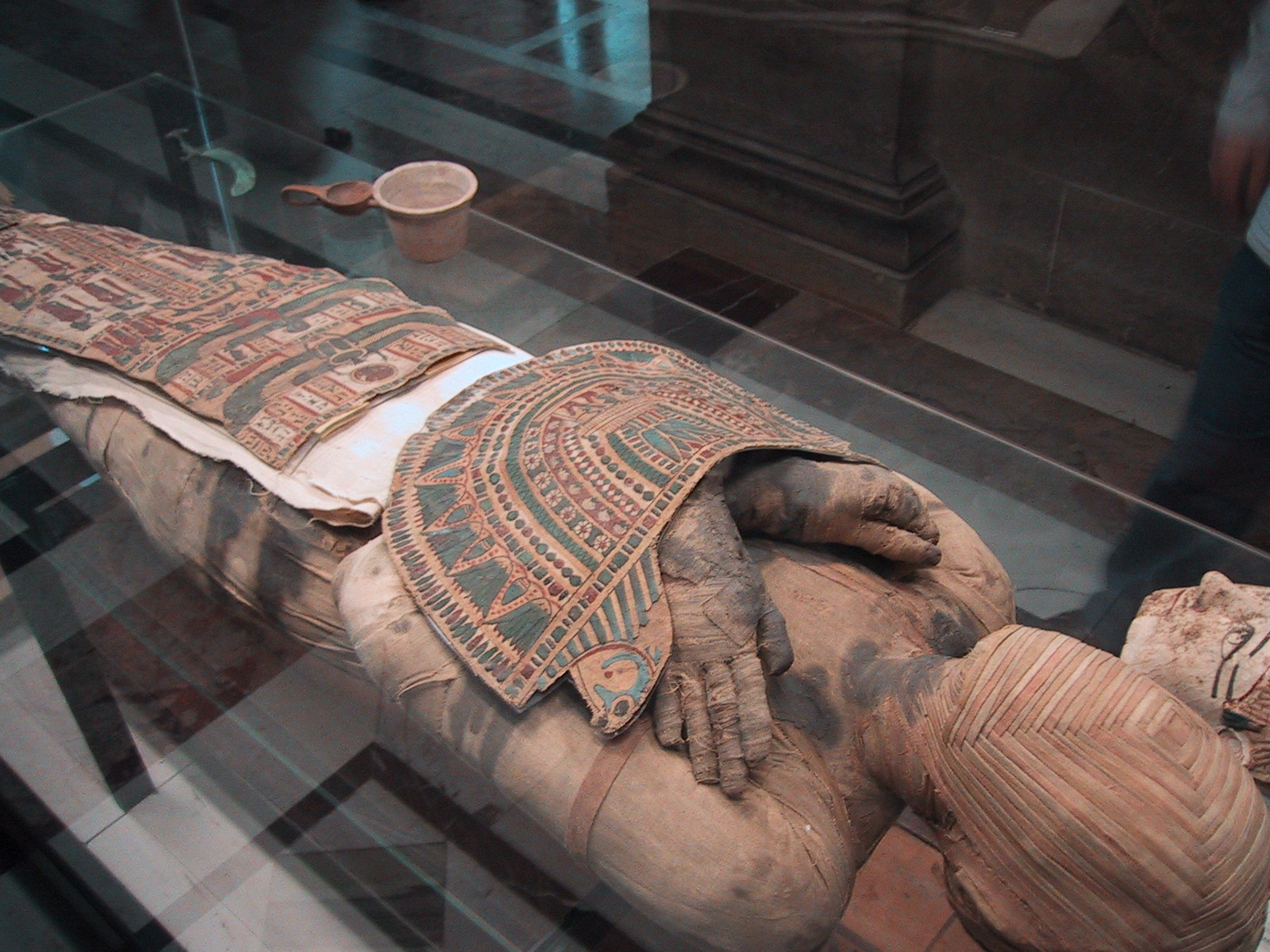
Momie au musée du Louvre, un exemple de momification rituelle

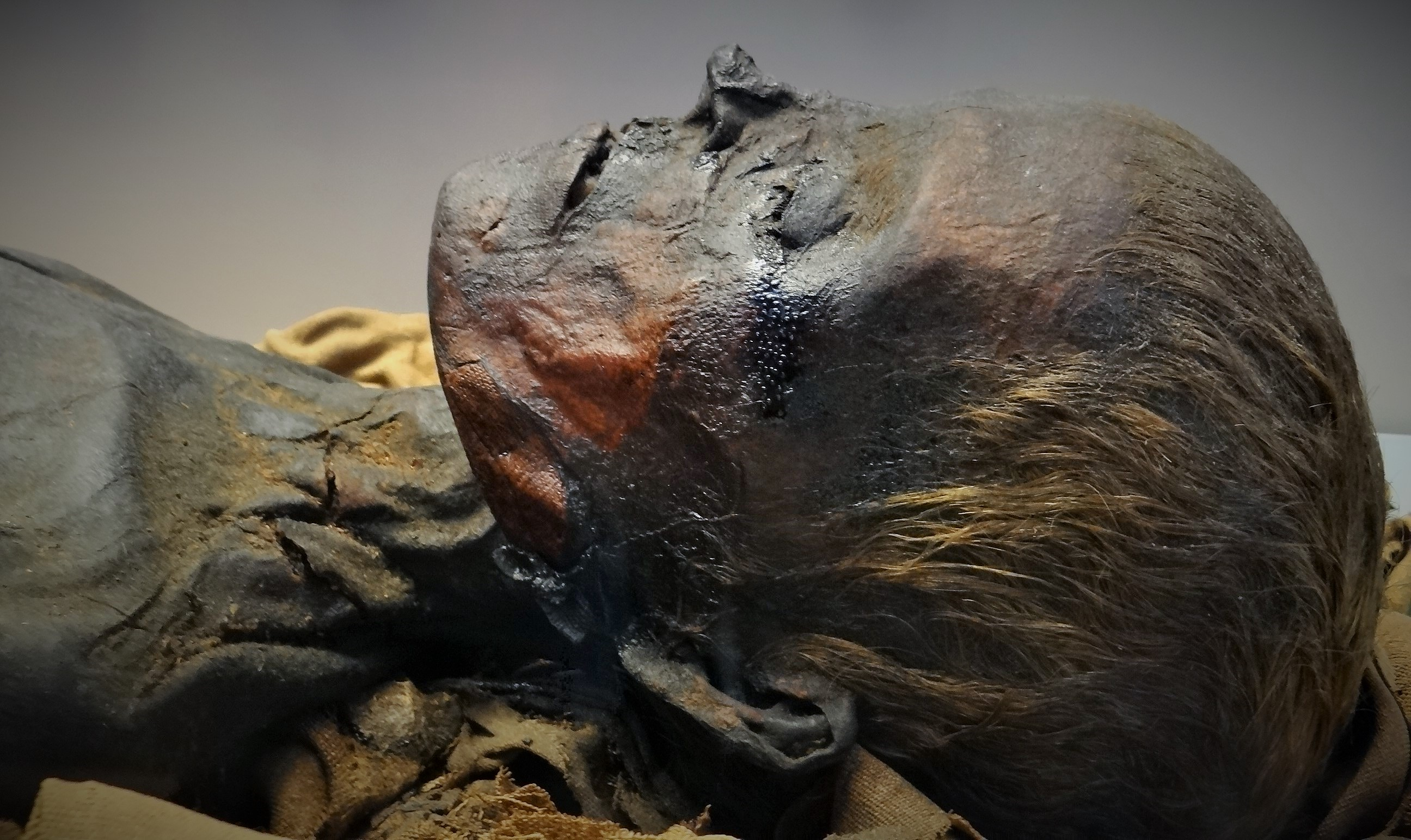
Momie au British Museum

Une momie (du latin médiéval mummia (en), « substance liquide extraite des corps embaumés utilisée comme drogue médicinale », lui-même issu de l’arabe مومياء, mūmyāʾ, « mélange de poix et de bitume, substance dont les anciens Égyptiens se servaient pour embaumer leurs morts », dérivé du persan موم, mūm, « cire, substances balsamiques »,) est un cadavre qui a été préservé de la destruction et de la putréfaction par des raisons naturelles ou par des techniques humaines.
Le plus souvent, il s'agit d'une intense dessiccation et d'une désinfection (pour éviter la prolifération des micro-organismes qui provoquent la putréfaction du cadavre). C'est une dessiccation naturelle dans une grotte sépulcrale qui est à l'origine de la plus ancienne momie attestée : la momie de Fallon. Découverte en 1940 dans la Grotte de l'Esprit (Nevada, États-Unis), sa datation en 1996 au carbone 14 a créé une immense surprise, son âge précédemment attribué de 2 000 ans s'est vu repoussé à 9 415 ans (plus ou moins 25 ans).
Précédemment le record était détenu par les têtes momifiées de « Rosalia » et « Chulina », datées d'environ 6 000 ans au carbone 14. Trouvées en 1936 dans un abri de la quebrada de Chulin (Mexique), elles ont été datées en 2005 avec une méthode de datation de l'École polytechnique fédérale de Zurich.

## Égypte antique

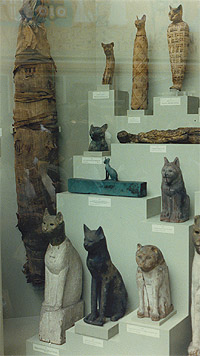
Momies d'animaux (British Museum)

Selon les textes des sarcophages, les Égyptiens de l'Antiquité qui croyaient que la préservation du cadavre des pharaons (puis des notables et même de certains animaux comme les chats — des animaux momifiés ont été retrouvés par milliers dans les sites sacrés de l'Égypte antique) — lui assurait une vie éternelle dans l'au-delà, utilisaient un ensemble complexe de techniques dont le retrait des viscères et du cerveau, le lavage au natron, le remplissage du corps avec des goudrons, des bitumes et des plantes, la protection externe de la momie étant complétée par un emballage dans un réseau de plusieurs bandelettes.
| z · a | H |

| z · a | H |

En réalité, alors que la véritable momification destinées aux privilégiés apparaît à la IVe dynastie avec la fonction d'embaumeurs attitrés, des techniques de préservation des corps (notamment l'inhumation à même le sable chaud qui séchait les corps) existent dès -4500 tandis que des techniques de momification plus simples se sont répandues à partir du Ier millénaire avant notre ère et concernent toutes les couches de société. Des momies partielles (mâchoires ou mains momifiées de femmes à Hiérakonpolis) ont même été trouvées dès 3600 avant notre ère.
Il y avait aussi des momies chrétiennes en Égypte antique. L'adoption progressive du christianisme par la population égyptienne n'a pas brutalement mis un terme à la pratique de la momification. C'est à partir de la fin du IIe siècle que l'on rencontre des traces de christianisation, notamment à Alexandrie, puis progressivement dans le reste du pays. La pratique de la momification n'a jamais été interdite par les textes canoniques chrétiens. Le fait que les chrétiens croient à la résurrection des morts s'accorde d'ailleurs parfaitement avec la volonté de préservation des corps. Néanmoins la technique est différente. On ne note aucune trace d'éviscération abdominale, alors que l'extraction des viscères était un geste primordial dans la momification. Le natron était aussi utilisé. Mais les défunts n'étaient pas embaumés de la même manière.
Une étiquette en bois inscrite attachée à la momie, à l'époque romaine, servait à identifier le corps parmi les dizaines entassés lors des inhumations collectives.
La médecine arabe évoque l'usage couramment de la mummia (en), terme signifiant aussi bien des substances de bitumes naturelles que des matières issues de la dégradation des momies égyptiennes. Au XIIIe siècle, les traducteurs latins se méprennent sur ce mot qu'ils traduisent par Mumia, poudre de momie qui était supposée avoir le don de guérir contre de nombreuses maladies (céphalées, nausée, paralysie, maux de gorge, fractures, tuberculose, etc.), être un bon engrais. Cette poudre devient si prisée (davantage la mummia bianca provenant de cadavres de fillettes mortes vierges, que la mummia nera issue de momies enduites de bitume) que se développe au XVe siècle un commerce de poudres de momies égyptiennes mais aussi des escroqueries, notamment leur substitution par des corps volés sur les gibets. Se développe aussi le baume de momie, la liqueur de momie aux supposées vertus curatrices. Au XVIe siècle, le brun momie est utilisé en alchimie, comme teinture et comme pigment pour les peintures à l'huile. Au XVIIIe siècle, des séances publiques de démaillotement de momies se déroulent dans les cabinets de curiosités. Jusqu'au XIXe siècle, des milliers de momies humaines et animales sont importés d'Égypte pour servir de papier d'emballage, de bois de chauffage, de combustible pour les machines à vapeur ou d'engrais fertilisants. En 1888, les momies de 300 000 chats sont découvertes dans une nécropole égyptienne. Réduites en poudre, 19 tonnes sont expédiées pour servir d'engrais à des agriculteurs d'Angleterre.

## Chine

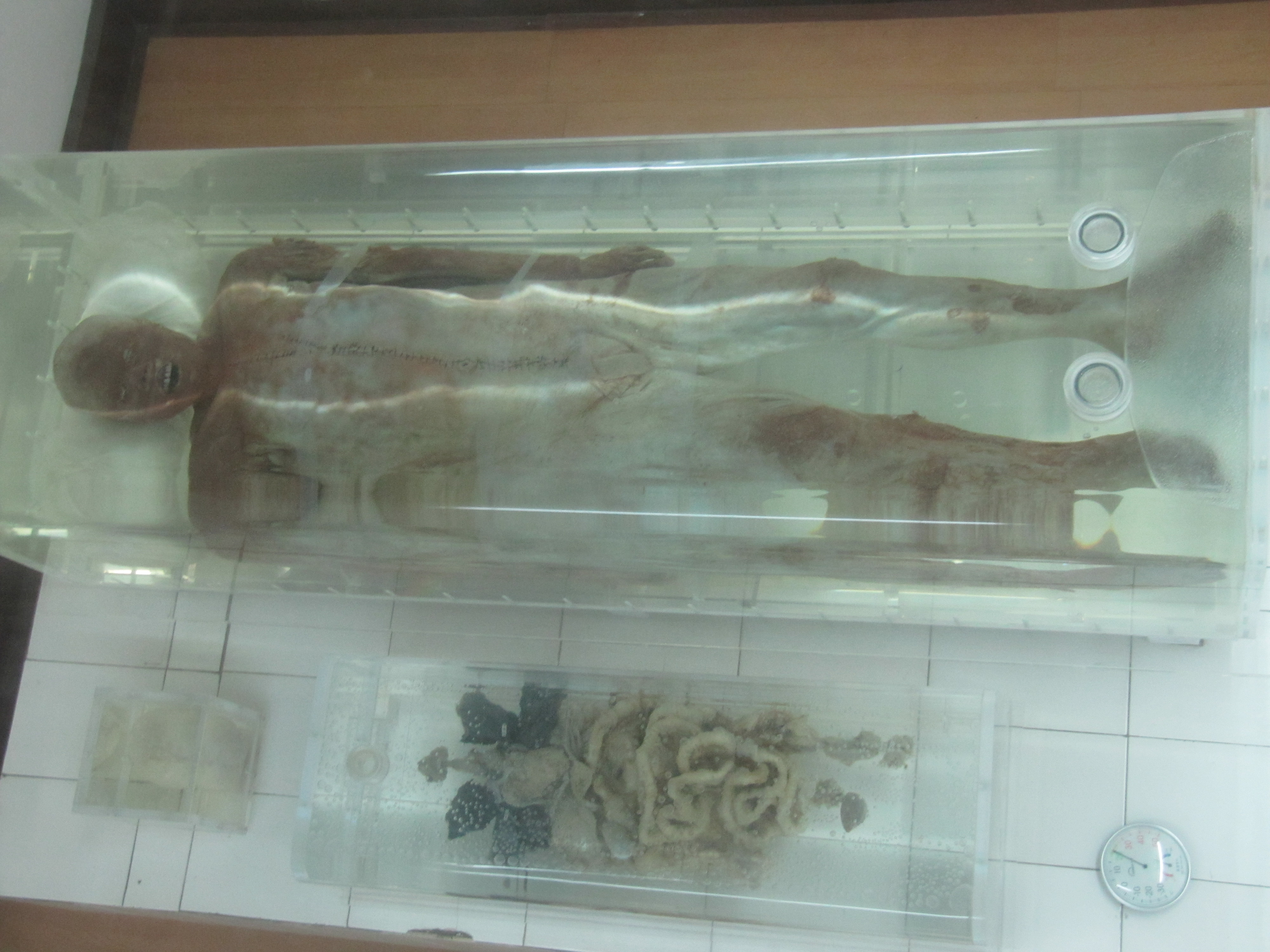
Momie du Musée d'histoire de Jingzhou

Depuis les années 1970, on a retrouvé en Chine plusieurs corps embaumés dans un état de conservation exceptionnel. La souplesse des membres, la conservation de toutes les parties du corps est tellement exceptionnelle, que les chercheurs chinois les appellent des « corps frais », car ils n'ont rien de l'état desséché des momies égyptiennes.

### Les découvertes de momies
Une momie chinoise fut découverte en 1972 par l'archéologue Paul Fabre et son fils Francois-Maurice Fabre : c'est le corps d'une femme, découvert in situ, dont les membres ont conservé toute leur souplesse (Voir chapitre suivant).
La même année, huit corps momifiés sont découverts à Qilakitsoq, au Groenland.
En 1974, à Mawangdui à 300 km au nord de Jingzhou, une momie est découverte, présentant des caractéristiques de conservation elles aussi exceptionnelles. Son sang a pu être analysé (groupe AB). Le personnage ainsi embaumé se nommait Su-Hi, et était magistrat, mort en -167.
En 2002, à Lianyungang, sur la côte, une autre momie (d'une femme) semblable a été découverte, dans le même tombeau que trois autres cercueils ne contenant que des ossements. Malheureusement la chaleur ambiante et le peu de connaissance des archéologues de la région dans le domaine ont rapidement abîmé le corps lors de sa découverte. Zhou Yangchen, un spécialiste de Shanghai, possédant plusieurs momies similaires, dont la momie du militaire Yan Fuzheng, dans des chambres froides les a aidés à limiter les dégâts.

### Xin Zhui
Mais le mieux conservé de ces corps est sans conteste celui de Xin Zhui, découvert en 1972 près de la ville de Changsha dans le Hunan et autopsié par Peng Longxiang. Le corps a été conservé pendant 2 150 ans.
L’état de conservation était exceptionnel, comme les autres momies chinoises, elle avait les particularités suivantes :
- les membres étaient restés souples ;
- tous les viscères étaient restés en place, parfaitement conservés ;
- le cerveau lui-même était parfaitement intact, ayant simplement diminué de volume.

Cette femme appartenait à l’aristocratie : elle était l’épouse du marquis de Daï, morte vers -160. Son poids, 75 kg, comme le mobilier retrouvé dans le tombeau, indiquent qu’elle était bonne vivante, voire gourmande. Elle était enterrée dans un caveau de 6 × 6 m, avec un millier d’objets, dont les deux-tiers devaient servir à banqueter dans la vie éternelle. Il y avait notamment des paniers contenant toutes sortes de victuailles : fruits confits, viandes, œufs de moineaux, cygne, etc. Le service de table le plus complet trouvé dans une tombe fut également retrouvé.
Des momies dans un état de conservation analogue ont également été retrouvées au Viêt Nam.
La technique de conservation de ces momies chinoises est décrite dans l’article embaumement.

### Désert de Gobi
Il y a environ 500 ans, neuf membres d'une même famille ont été étranglés dans le désert de Gobi. Les assassins ont abandonné les corps, les cordes encore accrochées à leurs cous brisés. Des bergers les ont découverts en 1974, momifiés par l'air du désert. Les victimes, de jeunes enfants et un homme quadragénaire, aident aujourd'hui les scientifiques à reconstituer la vie rude (et la mort) des nomades au début de la dynastie Ming. L'analyse complète prendra des années, mais l'ADN et les résultats d'autres tests livrent déjà des indices. Il pourrait s'agir d'un châtiment et non d'un crime, avance Bruno Frohlich, anthropologue légiste à la Smithsonian Institution, qui étudie les momies depuis 2004. Une faute commise par un individu a pu entraîner la punition de toute sa famille.

## Autres civilisations

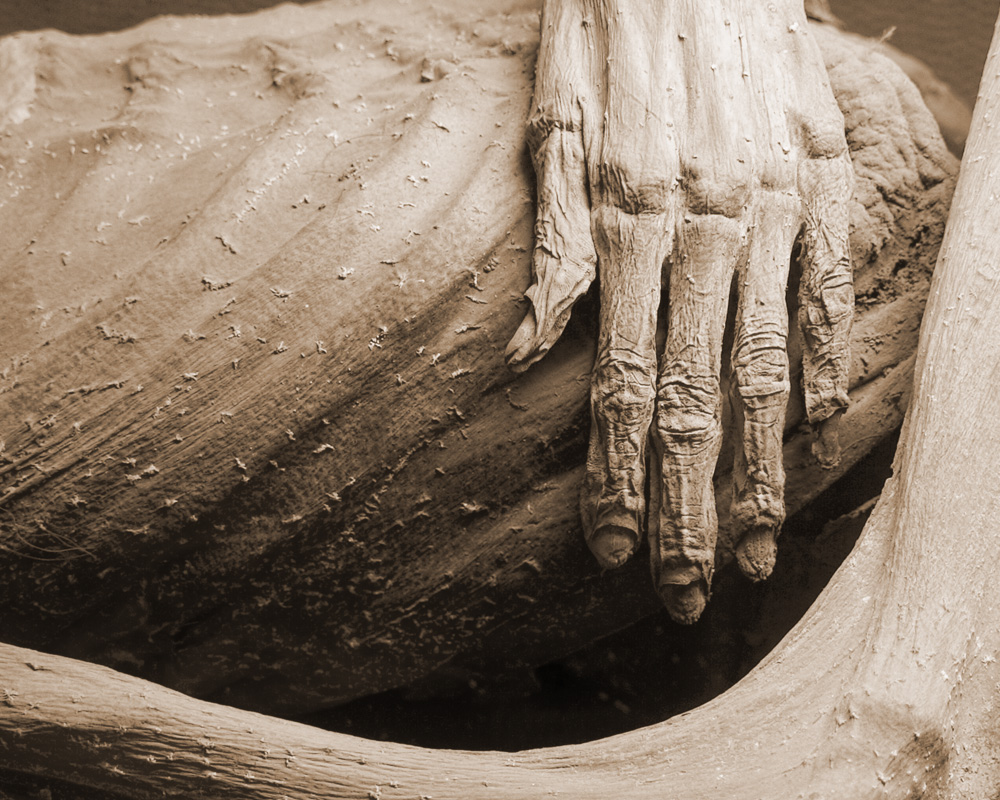
Main et torse d'une momie de Guanajuato au Mexique

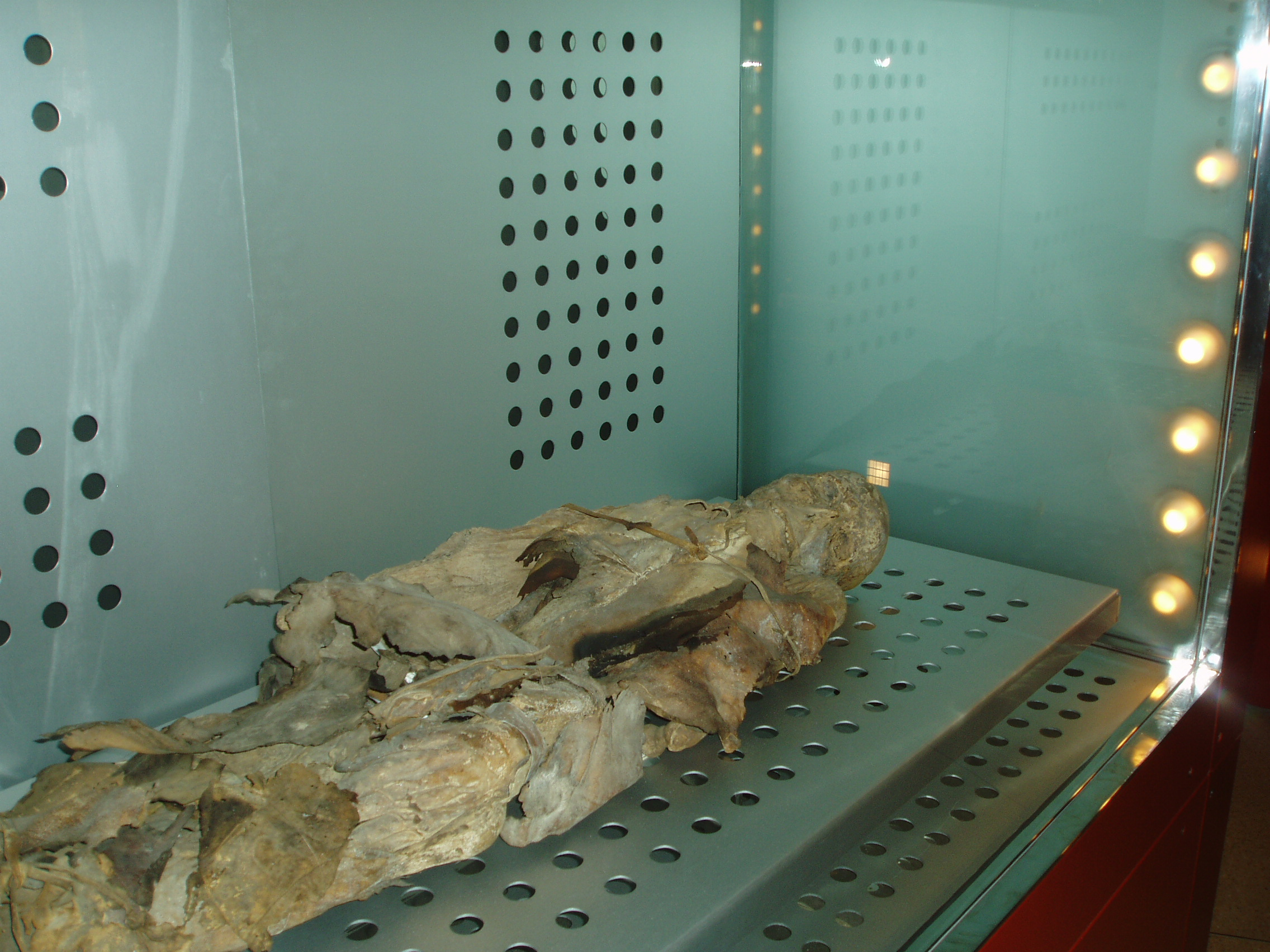
Momie Guanche dans le Museo de la Naturaleza y el Hombre, Santa Cruz de Tenerife (Espagne)

Le peuple Chinchorro qui vit principalement de la chasse, de la pêche et de la cueillette. Les chinchorros sont très célèbre pour leurs rites funéraires. En revanche, cette culture disparait à cause de l’influences des cultures du plateau andins avec l’apparition de l’agriculture, de la céramique. Au début du XXe siècle ont été découverts environ trois-cents momies datant de 5000 avant J.-C ; on retrouve principalement des enfants et des fœtus. C’est donc la famille du défunt qui devait s’occuper de la réalisation de la momie. 
En 1995, la momie inca surnommée Juanita fut découverte au Pérou, près d'Arequipa, par l'anthropologue et andiniste Johan Reinhard. Elle se trouvait à environ 6 300 mètres d'altitude, sur le volcan Ampato, et ne put être découverte que grâce à la fonte de cinquante mètres de glace due à l'éruption d'un volcan voisin. Le corps de la jeune fille, vieux de plus de 500 ans, est remarquablement bien préservé (d'abord par la glace, aujourd'hui artificiellement) et peut parfois être vu au musée Santuarios Andinos d'Arequip. Les momies Chinchorro (en) sont antérieures de plus de deux millénaires aux momies égyptiennes. Les corps sont décharnés, les organes internes sont extraits et les principaux muscles enlevés. Puis ils sont écorchés avec des os et leur intérieur est desséché à l'aide de braises ou de cendres. Ils sont ensuite raidis par des perches de bois, les rotules et les articulations des coudes sont râpées et bloquées par des pièces de bois maintenues par des cordelettes. Puis les corps sont remodelés, les membres sont enserrés de nattes de joncs, les cavités bourrées de laine, de plumes, de branchages ou d'herbes, et d'une pâte à base de cendres. Lors de l’étape finale, les préparateurs funèbres ajustent la peau (sans doute conservée dans de l'eau de mer) sur le tout, refixent les cheveux sur le crâne et peignent le corps avec une pâte noire à base de manganèse (d’où leur nom de momies noires) ou d’ocre rouge (d’où leur nom de momies rouges). Les momies Chinchorro sont considérés comme la première forme de momification dans le monde.
De nombreuses autres civilisations sont connues pour avoir pratiqué l'embaumement des corps à plus ou moins grande échelle :
- Les Aztèques ;
- Les Tibétains, qui réservaient cet honneur aux lamas ayant atteint un niveau de sagesse élevé ;
- Les Incas, ainsi que d'autres peuples pré-inca comme les Chachapoyas ;
- Au Japon, des moines : les sokushinbutsu étaient momifiés.
- Les Guanches (îles Canaries) ont également momifié leurs morts (Momies guanches).

Sur un plan plus anecdotique, la momie d'Elmer McCurdy (bandit américain du XIXe siècle) a été découverte par hasard dans un parc d'attractions en 1976 par l'équipe de tournage de la série L'Homme qui valait trois milliards.

## Momification naturelle

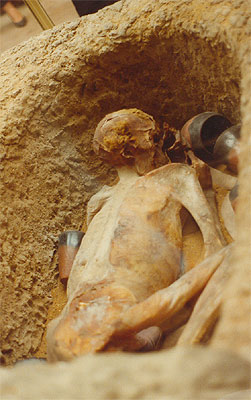
Résultat d'une momification naturelle (British Museum)

On a parfois retrouvé des corps naturellement momifiés, comme :
- Ötzi, un homme du Néolithique momifié (lyophilisation naturelle) dans les Alpes italiennes ;
- de nombreux exemples d'homme des tourbières, à travers l'Europe du Nord :
  - le corps naturellement momifié, dans une tourbière au Danemark, de l'homme de Tollund,
  - l'homme de Lindow (moitié du Ier siècle avant notre ère) (découvert en août 1984 dans le Cheshire, en Angleterre, il a probablement été victime d'un sacrifice). Il est conservé au British Museum ;
- les momies de St Michan à Dublin
- les corps des Nazcas, inhumés dans le désert, se sont momifiés naturellement ;
- près d'une vingtaine de corps Incas ont été retrouvés dans les montagnes, préservés par la glace. Il s'agissait d'enfants souvent nobles sacrifiés pour apaiser les dieux, lors d'éruptions volcaniques, de tremblements de terre ou lorsque l'Inca était gravement malade.
- les corps de Tokhariens, dans le bassin du Tarim (désert de l'Ouest de la Chine) : voir les momies du Tarim ;
- des animaux comme les mammouths préservés dans la glace de Sibérie ;
- les cadavres de Pompéi ;
- le chevalier Christian Friedrich von Kahlbutz, dans un double cercueil dans une crypte, à Kampehl, Brandebourg, Allemagne ;
- Ata, humanoïde de quinze centimètres découvert en 2003 dans le désert d'Atacama.
- Les momies de Saint-Michel de Bordeaux un groupe de soixante momies qui ont été présentées au public jusqu'en 1979.

## La momie, substance médicamenteuse
Au XVIe siècle, le mot « momie » désigne cinq substances différentes :
- la momie égyptienne (mumia vera aegyptica) ;
- un cadavre séché à la chaleur du désert ;
- un bitume (pissasphaltos) : on appelle « momie » la substance bitumineuse utilisée pour l'embaumement des cadavres ;
- un cadavre d'homme noyé, pendu ou mort violemment, provenant de l'Europe occidentale ou centrale, volé dans un cimetière ou dans un hôpital ;
- un remède de la médecine populaire, préparé à partir des substances liquides qui coulent à l'extérieur d'une momie ou une préparation médicamenteuse avec bitume et poix. Depuis le Ier siècle avant notre ère et jusqu'en 1983 nous avons des témoignages officiels concernant la diffusion, en Europe, de momies égyptiennes, de préparations à base de momie et de succédanés de momie : cadavres humains ou animaux retrouvés dans des marais, corps de criminels exhumés et volés. Distribués par des colporteurs et des guérisseurs-charlatans, les « momies » étaient tenues pour un remède excellent. Dans son Opera medica, Michael Ettmüller[16] dit que la mumia désigne le corps embaumé de certains rois et princes orientaux. Néanmoins, à son époque, elle est considérée comme ce fluide coulant à l'extérieur des cadavres (liquamen quod effluit ex cadaveribus) et accommodé avec l'aloès, de la myrrhe et du bitume. Il cite aussi la mumia sine mumia [momie sans momie] ou le corps embaumé, desséché et endurci. Mais il y a aussi une mumia artificielle, dite mumia patibuli [momie sensible] dont Paracelse a été le premier inventeur[17].